# María Teresa Hincapié
 María Teresa Hincapié  (* 1956 in Armenia (Quindío), Kolumbien; †  18. Januar 2008 in Bogotá, Kolumbien) war eine kolumbianische Performance-Künstlerin, die ihr Leben in eine kontinuierliche Performance verwandelte.

## Leben
Hincapié studierte zunächst Schauspiel und entwickelte ihre Arbeit in Richtung Performance-Kunst, wo sie eine Vorreiterin dieses künstlerischen Feldes in Kolumbien war. Sie reiste nach Frankreich, Indonesien, Indien und Japan, um experimentelles Theater und die traditionellen Tänze Indiens zu studieren. Sie war Mitglied der Theatergruppe Acto Latino und arbeitete mit den kolumbianischen und mexikanischen Regisseuren, Choreografen und Drehbuchautoren Alvaro Restrepo und Juan Monsalve zusammen.

## Ausstellungen
- 2001: I Bienal de Valencia – The Body of Art; Bienal de Valencia, Valencia Da Adversidade Vivemos – Artistes d’Amérique latine – Carte blanche à Carlos Bas; Musée d’Art Moderne de la Ville de Paris – MAM/ARC, Paris
- 2005: 51st International Art Exhibition – Always a little further; La Biennale di Venezia, Venedig
- 2006: 27. Bienal de São Paulo; Fundação Bienal de São Paulo, São Paulo
- 2010: Frost Art Museum, Miami, Florida; Installation und Ausstellung

## Auszeichnungen
- 1990: Erster Preis im Salón Nacional de Artistas de Colombia mit einer acht Stunden Performance
- 1996: Erster Preis XXXIV Salón Nacional de Artistas de Colombia, Bogotá;
- 2002: Stipendium des Kulturministeriums der Sierra Nevada de Santa Marta.